# Rosental (Gemeinde Schrattenbach)
Rosental ist der Hauptort der Gemeinde Schrattenbach in Niederösterreich und Standort des Gemeindeamtes und des .Landeskindergartens.
Das Dorf befindet sich südlich von Grünbach am Schneeberg im Tal des Grünbaches. Es wurde um 1260 erstmals erwähnt und trug historisch gesehen die Namen Rosetal und Rezlinestal, wobei letzterer sich auf den Personennamen Ratzili bezieht.